# تيم أوكونور
تيم أوكونور (بالإنجليزية: Tim O'Connor)‏ هو ممثل أمريكي، ولد في 3 يوليو 1927 في الولايات المتحدة، وتوفي بنفس المكان في 5 أبريل 2018.

## أعمال

### مسلسلات
- جوال تكساس ووكر
- دالاس

## وصلات خارجية
- تيم أوكونور على موقع IMDb (الإنجليزية)
- تيم أوكونور على موقع روتن توميتوز (الإنجليزية)
- تيم أوكونور على موقع ألو سيني (الفرنسية)
- تيم أوكونور على موقع أول موفي (الإنجليزية)
- تيم أوكونور على موقع قاعدة بيانات برودواي على الإنترنت (الإنجليزية)
- تيم أوكونور على موقع قاعدة بيانات الأفلام السويدية (السويدية)
- تيم أوكونور على موقع إن إن دي بي (الإنجليزية)
- تيم أوكونور على موقع قاعدة بيانات الفيلم (الإنجليزية)
- تيم أوكونور على موقع كينوبويسك (الروسية)